# الاحجار (فرع العدين)

تعديل مصدري - تعديل

الاحجار محلة تابعة لقرية القليعا، التابعة لعزلة الاخماس بمديرية فرع العدين إحدى مديريات محافظة إب في الجمهورية اليمنية، بلغ تعداد سكانها 275 حسب تعداد اليمن لعام 2004.